# Ozarba africana
Ozarba africana là một loài bướm đêm trong họ Noctuidae.